# Graingers
 (mai 2025).
Cet article possède un paronyme, voir Grainger.
Graingers est une census-designated place située dans le comté de Lenoir, dans l’État de Caroline du Nord, aux États-Unis. Lors du recensement de 2020, elle comptait 229 habitants.